# Showkutally Soodhun
Showkutally Soodhun est une personnalité politique mauricienne, plusieurs fois ministre, vice-premier ministre de décembre 2014 à novembre 2017.

## Activité politique
Showkutally Soodhun est le président du Mouvement socialiste militant (MSM).
Plusieurs fois ministre, il est notamment ministre de l'Industrie et du Commerce de mai 2010 à juillet 2011,.
Il devient membre du parlement mauricien, et Vice-Premier ministre de Maurice depuis le 22 décembre 2014, ministre du Logement et des terres, n°4 du gouvernement,. Il démissionne le 10 novembre 2017 «d’un commun accord» avec le premier ministre, Pravind Jugnauth. Des journalistes ont réalisé sur lui et rendu public une vidéo filmée en caméra cachée, où il tient des propos pouvant inciter à la haine raciale.